# 隠蔽
| ウィキペディアには「隠蔽」という見出しの百科事典記事はありません（タイトルに「隠蔽」を含むページの一覧/「隠蔽」で始まるページの一覧）。 代わりにウィクショナリーのページ「隠蔽」が役に立つかもしれません。 |